# Niels Langkilde
Niels Langkilde (3. februar 1877 på Bramstrup – 22. oktober 1972) var en dansk ingeniør, bror til Kirsten og Karl Langkilde.
Han var søn af etatsråd W.A. Langkilde og hustru Hanne født Schwartz, blev student fra Odense Katedralskole 1895, cand. polyt. 1900. Han var ingeniør ved Københavns Belysningsvæsen 1901-08, ingeniør i A/S Faxe Kalkbrud 1908-27 og teknisk direktør i dette selskab 1927-43. Han blev svensk vicekonsul 1928. Langkilde var medlem af direktionen for Sparekassen for Faxe og Omegn til 1943 og medlem af bestyrelsen for De jydske Kalkværker.
Langkilde blev gift 27. april 1907 med Anna Hempel (11. juli 1883 i Hammel - ?), datter af apoteker, assessor pharmaciæ Preben Hempel og hustru Hulda født Jespersen.